# Verdauliches Rohprotein
Als verdauliches Rohprotein (vRP) wird in der Futtermittelanalytik diejenige Eiweißmenge verstanden, die vom Tier im Rahmen der Verdauungsvorgänge wirklich aufgeschlossen und verwertet werden kann. Der Anteil des vRP am Rohprotein im Futter hängt von der Proteinqualität des Futtermittels und den verdauungsphysiologischen Besonderheiten der Tierart ab. So beträgt die Verdaulichkeit des Weizenproteins in einer Rinderration etwa 75 %, die des Proteins in Zuckerrübenschnitzeln bei Schweinen nur 43 %.